# Clossiana sachalinensis
Clossiana sachalinensis är en fjärilsart som beskrevs av Matsumura 1908. Clossiana sachalinensis ingår i släktet Clossiana och familjen praktfjärilar. Inga underarter finns listade i Catalogue of Life.